# Lumières de Paris
Pour plus de détails, voir Fiche technique et Distribution.
Lumières de Paris est une comédie dramatique film français réalisée par Richard Pottier, sortie en 1938.

## Sypnosis
Carlo Ferrari est un chanteur à la mode. Pour échapper à son métier et aux parasites qui l'entourent, il fugue à la campagne. Il y rencontre Renée, à qui il cache sa véritable identité. Mais tout cela n'est pas du goût de son manager qui fait tout pour détruire cette idylle, en vain.

## Fiche technique
- Titre : Lumières de Paris
- Réalisation : Richard Pottier, assisté de Pierre Prévert
- Scénario et dialogues : René Pujol
- Photographie : Curt Courant et Claude Renoir
- Décors : André Andrejew
- Costumes : Lucien Lelong
- Son : Marcel Courmes
- Montage : Marguerite Beaugé
- Musique : Moïse Simons et Maurice Yvain
- Photographe de plateau : Walter Limot
- Producteur : Robert Hakim
- Directeur de production : Simon Schiffrin
- Société de production : Paris-Film Production
- Pays de production :  France
- Format :  Son mono - Noir et blanc - 35 mm  - 1,37:1
- Genre : comédie dramatique
- Date de sortie : 1938

## Distribution partielle
- Tino Rossi : Carlo Ferrari
- Michèle Alfa : Renée
- Marie Bizet : Yvonne
- Conchita Montenegro : Penelopéia
- Raymond Cordy : Toto
- Raymond Bussières
- Julien Carette : le vendeur de postes
- Irène Corday
- Georges Flateau : Joe Parker
- Claire Gérard
- Félix Oudart : le directeur du casino
- Alfred Pasquali : Beaurivage
- Guy Sloux : le manager
- et Moïse Simons au piano